# Terter (dorp)
Terter (Bulgaars: Тертер) is een dorp in het noordoosten van Bulgarije, gelegen in de gemeente Koebrat in de oblast Razgrad. Het dorp ligt ongeveer 40 km ten noorden van Razgrad en 293 km ten noordoosten van de hoofdstad Sofia.

## Bevolking
Op 31 december 2020 telde het dorp Terter 205 inwoners. Het aantal inwoners vertoont al tientallen jaren een dalende trend: in 1956 woonden er nog 1.256 personen in het dorp.
| Bevolkingsontwikkeling van Terter tussen 1934 en 2020 |
| ----------------------------------------------------- |
|                                                       |
| ■ Volkstellingen ■ Schatting                          |

In het dorp wonen nagenoeg uitsluitend etnische Bulgaren. In februari 2011 identificeerden 209 van de 226 ondervraagden zichzelf als etnische Bulgaren, oftewel 92,5% van alle ondervraagden. 
| Etnische samenstelling van de respondenten (2011) | Etnische samenstelling van de respondenten (2011) | Etnische samenstelling van de respondenten (2011) | Etnische samenstelling van de respondenten (2011) | Etnische samenstelling van de respondenten (2011) |
| ------------------------------------------------- | ------------------------------------------------- | ------------------------------------------------- | ------------------------------------------------- | ------------------------------------------------- |
|                                                   |                                                   |                                                   |                                                   |                                                   |
| Bulgaren                                          | Bulgaren                                          |                                                   | 92,5%                                             | 92,5%                                             |
| Turken                                            | Turken                                            |                                                   | 0,0%                                              | 0,0%                                              |
| Roma                                              | Roma                                              |                                                   | 0,0%                                              | 0,0%                                              |
| Anders/Onbekend                                   | Anders/Onbekend                                   |                                                   | 7,5%                                              | 7,5%                                              |

Belovets - Bisertsi - Bozjoerovo - Goritsjevo - Kamenovo - Koebrat - Madrevo - Medovene - Ravno - Savin - Seslav - Sevar - Terter - Totsjilari - Joeper - Zadroega - Zvanartsi